# Параскевопуло, Мария Ивановна
Мария Ивановна Параскевопуло (1917, село Ахалшени, Батумская область — неизвестно, Владикавказ, Северо-Осетинская АССР) — колхозница колхоза имени Калинина Батумского района, Аджарская АССР, Грузинская ССР. Герой Социалистического Труда (1949).

## Биография
Родилась в 1917 году в крестьянской семье в селе Ахалшени (сегодня — Хелвачаурский муниципалитет) Батумской области. После окончания местной сельской школы с середины 1930-х годов трудилась рядовой колхозницей на чайной плантации в колхозе имени Калинина Батумского района.
В 1948 году собрала 6360 килограммов зелёного чайного листа на участке площадью 0,5 гектаров. Указом Президиума Верховного Совета СССР от 29 августа 1949 года удостоена звания Героя Социалистического Труда за «получение высоких урожаев сортового зелёного чайного листа и цитрусовых плодов в 1948 году» с вручением ордена Ленина и золотой медали «Серп и Молот» (№ 4509).
После выхода на пенсию переехала к родственникам во Владикавказ. С 1969 года — персональный пенсионер союзного значения. Дата смерти не установлена. Похоронена на одном из кладбищ Владикавказа.